# Bugsy
Bugsy is een film uit 1991 van regisseur Barry Levinson. De hoofdrollen worden vertolkt door Warren Beatty, Annette Bening, Harvey Keitel en Ben Kingsley. De film is gebaseerd op het leven van de beruchte gangster Benjamin Siegel, die van zijn collega's en van de media de bijnaam Bugsy kreeg (waarschijnlijk naar het platte woord bugs, dat "gek" betekent). Zelf vond Siegel het vervelend als iemand hem zo noemde.
De film ontving tien Oscar-nominaties, waarvan één in de categorie 'beste film'. Die voor beste kostuums en beste art-direction werden daadwerkelijk verzilverd. Daarnaast won Bugsy onder meer een Golden Globe voor beste dramafilm en een National Board of Review Award voor beste acteur (Warren Beatty).
Tijdens de opnamen voor de film werd acteur-producent Beatty verliefd op tegenspeelster Annette Bening. Na de opnamen trouwden ze.

## Verhaal
Benjamin Bugsy Siegel is een bekende gangster die samenwerkt met onder meer Charlie Luciano en Meyer Lansky. Siegel is een stijlvolle misdadiger die er niet voor terugdeinst om iemand te vermoorden. Hij houdt van zijn gezin, al heeft hij er geen moeite mee overspel te plegen. Verder is hij ook heel ijdel en iemand die houdt van alle aandacht die hij krijgt. Zijn goede vriend en collega Lansky omschrijft hem als iemand die de waarde van geld niet kent.
Wanneer Siegel de opdracht krijgt naar Hollywood te gaan, vraagt Lansky uitdrukkelijk om zo weinig mogelijk aandacht te zoeken. Maar Siegel vertoeft na zijn aankomst meteen in het gezelschap van zijn vriend en filmster George. Siegel koopt meteen een groot huis in de buurt en gaat mee naar een filmopname van George. Na de opnamen laat hij zijn oog vallen op de mooie actrice Virginia Hill. Zij gaat niet meteen in op Siegels avances, maar hij geeft niet op.
Er moet echter ook nog gewerkt worden in Los Angeles. Siegel moet de aandelen van de misdaadfamilie waartoe hij behoort, verdedigen en hij moet bovendien proberen de macht in Los Angeles over te nemen. Hij neemt contact op met lokale maffiabaas Jack Dragna. Hij geeft Dragna twee opties. Ofwel moet Dragna hem doodschieten, ofwel moet hij voortaan meewerken met Siegel, Luciano en Lansky. Dragna durft hem niet vermoorden en kan dus niet anders dan meewerken. Maar Dragna is niet van plan over zich heen te laten lopen en hij maakt gretig gebruik van Siegels reputatie. Hij wil Mickey Cohen aan de kant ruimen en daarom vertelt Dragna aan Siegel dat Cohen geld gestolen heeft. Maar Siegel weigert nog naar Dragna te luisteren en besluit Cohen te belonen voor zijn lef. Cohen wordt Siegels rechterhand in Los Angeles.
Ondertussen begint Siegel een liefdesrelatie met Virginia Hill, hoewel zij de vriendin is van Siegels collega Joey Adonis. Siegel begint aan een nieuw leven in Los Angeles en vergeet zijn gezin en bazen die aan de andere kant van het land in New York zitten. Wanneer hij vervolgens besluit om een casino in het midden van de woestijn in Nevada te bouwen, beschouwt iedereen hem als gek. Cohen en Hill blijven hem steunen, maar voelen de bui hangen. Siegel bouwt met het geld van Lansky en Luciano een casino, The Flamingo, maar werkt zich al snel in de schulden. Siegel steekt miljoenen in een casino dat nooit klaar lijkt te raken. Wanneer dan blijkt dat er geld wordt achtergehouden, worden Siegels bazen nog kwader. Er zit volgens hen maar één oplossing op: Siegel vermoorden. Lansky kan zijn collega's overtuigen om nog even te wachten met de moord. Hij wil eerst zien wat het casino opbrengt en dan pas conclusies trekken.
De grote opening van het casino wordt een al even grote flop. Wanneer Siegel na de rampzalige opening in zijn huis gaat zitten en de krant leest, wordt hij doodgeschoten. Hij krijgt onder meer een kogel in zijn oog. Na zijn dood wordt het casino al bijna even bekend als de stad waarin het zich bevindt: Las Vegas.

## Rolverdeling
| Acteur              | Personage        | Opmerkingen                               |
| ------------------- | ---------------- | ----------------------------------------- |
| Warren Beatty       | Bugsy Siegel     | genomineerd Oscar beste acteur            |
| Annette Bening      | Virginia Hill    |                                           |
| Harvey Keitel       | Mickey Cohen     | genomineerd Oscar beste mannelijke bijrol |
| Ben Kingsley        | Meyer Lansky     | genomineerd Oscar beste mannelijke bijrol |
| Elliott Gould       | Harry Greenberg  |                                           |
| Joe Mantegna        | George           |                                           |
| Richard C. Sarafian | Jack Dragna      |                                           |
| Wendy Phillips      | Esta Siegel      |                                           |
| Bill Graham         | Charles Luciano  |                                           |
| Lewis Van Bergen    | Joey Adonis      |                                           |
| Carmine Caridi      | Frank Costello   |                                           |
| Don Carrara         | Vito Genovese    |                                           |
| Ksenia Prohaska     | Marlene Dietrich |                                           |

## Academy Awards

### Gewonnen
- Best Art Direction-Set Decoration - Dennis Gassner, Nancy Haigh
- Best Costume Design - Albert Wolsky

### Genomineerd
- Best Picture - Mark Johnson, Barry Levinson, Warren Beatty
- Best Director - Barry Levinson
- Best Actor in a Leading Role - Warren Beatty
- Best Actor in a Supporting Role - Harvey Keitel
- Best Actor in a Supporting Role - Ben Kingsley
- Best Cinematography - Allen Daviau
- Best Music, Original Score - Ennio Morricone
- Best Writing, Screenplay Written Directly for the Screen - James Toback

## Golden Globes

### Gewonnen
- Best Motion Picture - Drama

### Genomineerd
- Best Director - Motion Picture - Barry Levinson
- Best Performance by an Actor in a Motion Picture - Drama - Warren Beatty
- Best Performance by an Actress in a Motion Picture - Annette Bening
- Best Performance by an Actor in a Supporting Role in a Motion Picture - Harvey Keitel
- Best Performance by an Actor in a Supporting Role in a Motion Picture - Ben Kingsley
- Best Original Score - Motion Picture - Ennio Morricone
- Best Screenplay - Motion Picture - James Toback

## Trivia
- De echte Benjamin Siegel heeft net als in de film ooit auditie gedaan voor een filmrol.
- Joe Mantegna speelt George, een rol die gebaseerd is op George Raft, een acteur uit onder meer de originele Scarface (1932). Raft was in het echt bevriend met Siegel.
- Harvey Keitel speelde Benjamin Siegel in de tv-film The Virginia Hill Story.
- De filmopnamen waar Siegel (Warren Beatty) een bezoekje aan brengt, zijn die voor de film Manpower (1941).
- Eind jaren 70 raakte regisseur Jean-Luc Godard in de ban van gangster Benjamin Siegel. Hij wilde een film maken rond het leven van de gangster en hij wilde dat Robert De Niro de hoofdrol speelde. Voor de rol van Virginia Hill dacht hij aan Diane Keaton. De plannen gingen niet door doordat Keaton niet geïnteresseerd was in de film. Godard had wel al een scenario geschreven.
- Warren Beatty speelde in 1967 de bekende gangster Clyde Barrow in de film Bonnie and Clyde.